# Болгарська операція
Болгарська операція — військова операція збройних сил СРСР проти військ Німеччини та Болгарії 8 та 9 вересня 1944 року.

## Ситуація в Болгарії
Розгром німецько-румунських військ під Яссами та Кішеневом, звільнення Румунії та вихід 3-ого Українського фронту на румунсько-болгарський кордон сильно впливали на внутрішнє та міжнародне становище Болгарії.
Влітку 1944 року Болгарія пережила глибоку економічну та політичну кризу. Значна частина населення вела напівголодне існування.
Формально Болгарія не приймала учать у війні проти Радянського Союзу, через симпатію болгар до росіян, як до визволителів від Туреччини. Але німецькі війська користувалися аеродромом, морськими портами, залізницями цієї країни для своєї військової мети.
Весною й літом 1944 року керівництво СРСР неодноразово зверталася до керівництва Болгарії з пропозицією розірвати союз з Німеччиною й дотримуватися нейтралітету. 18 травня радянська влада вимагала від керівництва Болгарії припините надавати допомогу німецьким військам. 12 серпня керівництво СРСР вдруге вимагало від Болгарії припинити співпрацю з німецькими військами.
В Болгарії відбулася зміна уряду Божілова урядом І. Багрянова, таким самим профашистським. У кінці серпня його уряд було відсторонено, а замість нього було сформовано уряд К. Муравієва.
26 серпня уряд оголосив про повний нейтралітет Болгарії та вимагав негайного виведення усіх німецьких військ з країни. Того ж дня керівництво німецьких військ в Болгарії віддало наказ про переформування усіх німецьких військових частин у шість груп та привести їх у бойову готовність у випадку антинімецьких виступів.
Німецькі війська, які відступили з Румунії увійшли на територію Болгарії з технікою та озброєнням. У порт Русе прибули 23 німецьких судна. В період з 26 по 30 серпня не зустрічаючи протидії зі сторони болгарського керівництва, німці потопили 74 військових човни, які знаходились у болгарських портах (серед яких було 32 міноносці).
5 вересня на території Болгарії знаходилось близько 30 000 німецьких військ. Керівництво СРСР оцінило діяльність керівництва Муравієва, як продовження зовнішньої політики уряду Багрянова.

## Сили сторін

Третій Український фронт 24 червня 1945

Станом на 5 вересня загальна кількість болгарського війська складала 510 000 чоловік: 26 дивізій й 7 бригад. Військам 3-ого Українського фронту протидіяли лише 4 дивізії й 2 бригади. Болгарія мала більше 250 літаків.
На початку вересня у складі Болгарських військово-морських сил налічувалось 80 бойових суден. У портах Варна та Бургас знаходилися човни німецького морського флоту.
3-ій Український фронт та Чорноморський флот були здатні подолати будь-який супротив. Чорноморський флот повинен був морським та повітряно-посадковим десантами у взаємодії з механізованим корпусом заволодіти Варною та Бургасом.

## Операція
5 вересня 3-ій Український фронт у взаємодії з Чорноморським флотом підійшли до румунсько-болгарського кордону у Добруджі.
Політична ситуація в країні була складною. Муравйовим було заборонено діяльність демократичної партії Вітчизняного фронту. 7 вересня, коли було зрозуміло, що радянське військо увійде в Болгарію, ЦК БКП та Головний штаб Народно-визвольної армії встановив дату повстання у Софії на 9 вересня.
8 вересня передові стрілецькі частини увійшли в Болгарію. Потім кинули в глибину країни механізовані корпуса. 9 вересня передові частини без спротиву увійшли на західний рубіж. Човни Чорноморського флоту увійшли в порти Варна та Бургас. по наказу німецького керівництва весь німецький флот було потоплено. Німецьких моряків було взято в полон.
В ночі з 8 на 9 вересня почалося повстання у Софії, уряд Муравйова було скинуто, а замість нього було створено уряд Вітчизняного фронту на чолі з К. Георгієвим.
9 вересня о 22:00 військові дії радянських військ проти Болгарії були припинені.

## Наслідки
Керівництво Вітчизняного фронту оголосило війну Німеччині та Угорщині. Парламент та поліцію було розпущено, а нацистські організації заборонено. Болгарські війська були евакуйовані з Греції та Югославії.